# Ất
Ất (乙) là một trong số 10 can của Thiên can, thông thường được coi là thiên can thứ hai, đứng trước nó là Giáp và đứng sau nó là Bính.
Về phương hướng thì Ất chỉ phương chính đông. Theo Ngũ hành thì Ất tương ứng với Mộc, theo thuyết Âm-Dương thì Ất là Âm.
Thiên can gắn liền với chu kỳ sinh trưởng của thực vật. Ất chỉ lúa non hay cây cỏ mới mọc mầm.
Năm trong lịch Gregory ứng với can Ất kết thúc là 5. Ví dụ 1965, 1975, 1985, 1995, 2005, 2015 v.v.

## Các can chi Ất
- Ất Sửu
- Ất Mão
- Ất Tỵ
- Ất Mùi
- Ất Dậu
- Ất Hợi